# 1885 en Lorraine
Chronologie de la Lorraine
- 1881
- 1882
- 1883
- 1884
- 1885
- 1886
- 1887
- 1888
- 1889

Cette page est une liste d'événements qui se sont produits durant l'année 1885 en Lorraine.

## Événements

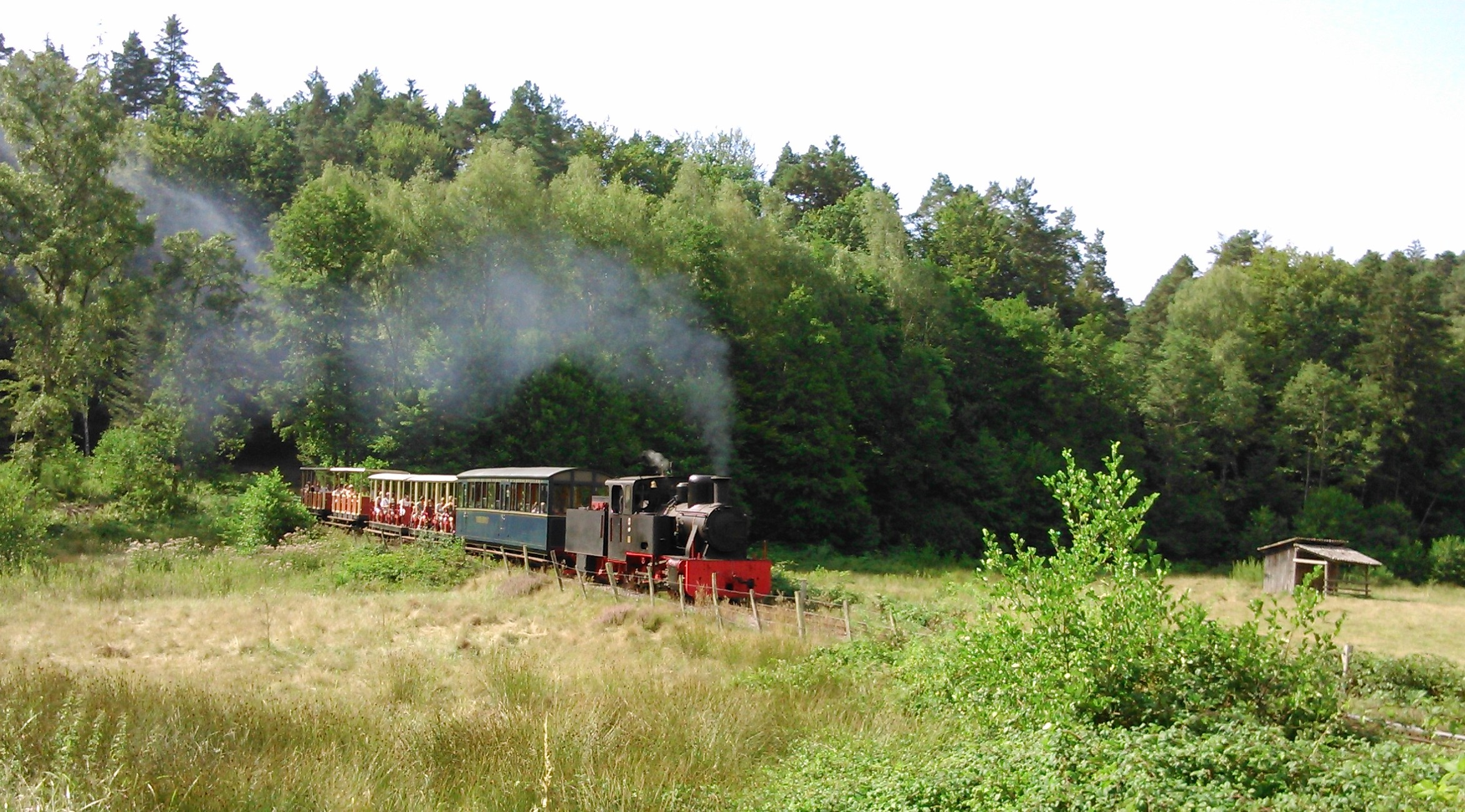
Chemin de fer d'Abreschviller.

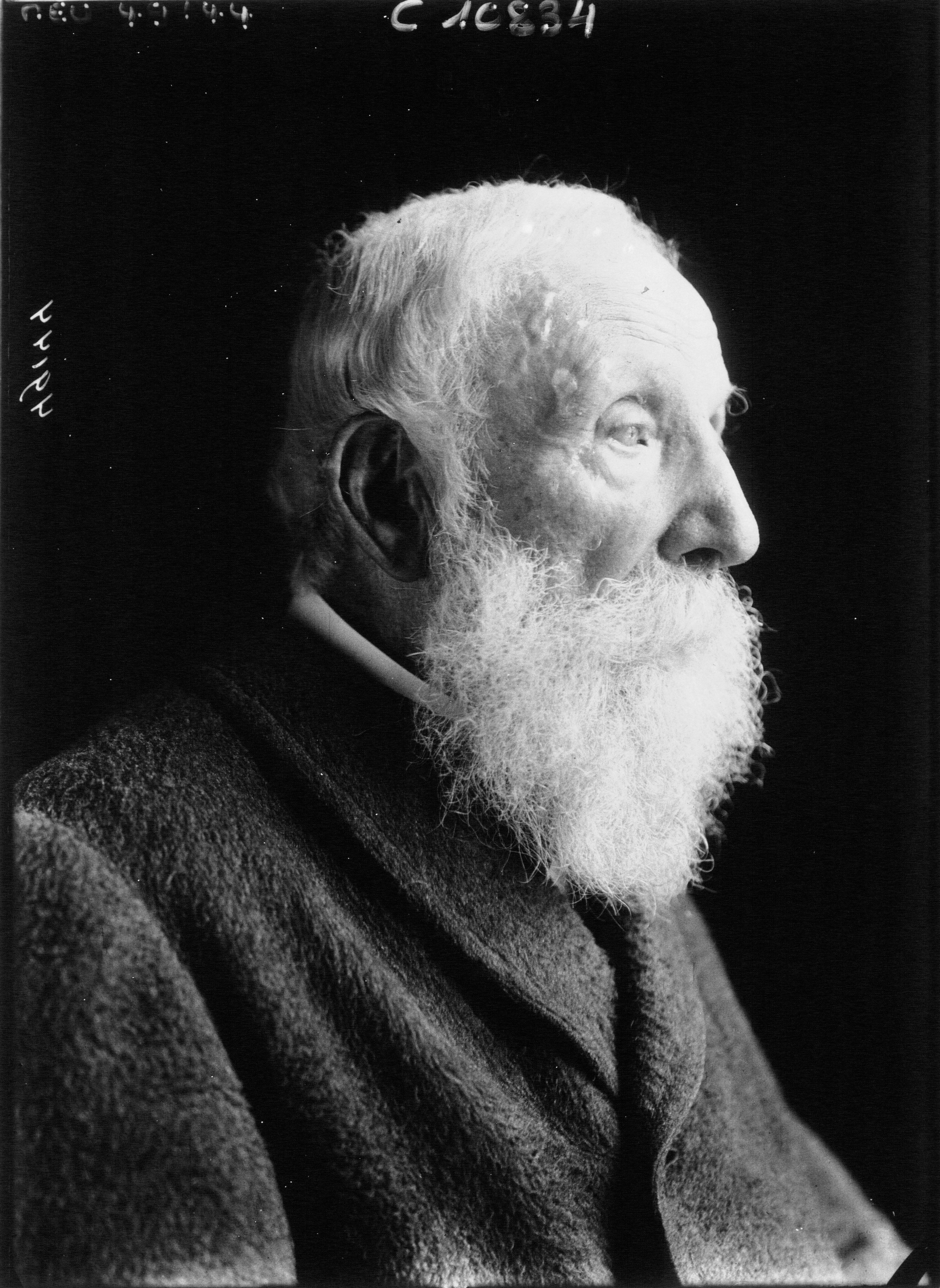
Alfred Mézières.

- Construction du fort de Bruley, petit fort construit à Bruley, près de Toul en Lorraine, il fut modernisé entre 1905 et 1911[1].
- Mise en service du Chemin de fer d'Abreschviller.
- 3 février : les quatre concessions minières de Neuves-Maisons, Val-de-fer, Val-Fleurion, Maron-nord et Fond de Monvaux sont réunies par décret.
- Mars 1885 : les nouvelles de la bataille Lạng Sơn forcent Jules Ferry, député Déodatien à présenter la démission de son ministère[2].
- Sont élus députés de Meurthe-et-Moselle : Jules Cordier siège jusqu'en 1893 au groupe de l'Union des gauches; Alfred Mézières : siège jusqu'en 1898 avec la gauche opportuniste, il s'intéresse surtout aux questions littéraires, industrielles et militaires; Charles Munier, siège à gauche jusqu'en 1889 et soutient les gouvernements opportunistes; Camille Viox; Jules Duvaux et Théophile Nicolas Noblot.
- Sont élus députés de la Meuse : René Gillet député jusqu'en 1889, siégeant dans la majorité soutenant les gouvernements opportunistes; Jules Develle; Henri Liouville décédé en 1887, remplacé par Raymond Poincaré; Gabriel Royer et Jean Buvignier.
- Sont élus députés des Vosges : Jules Méline; Albert Ferry; Jules Ferry; Paul Frogier de Ponlevoy; Alfred Brugnot et Édouard Bresson.
- Edmond Develle est élu sénateur de la Meuse. Il se montre très actif sur les accords internationaux.

## Naissances

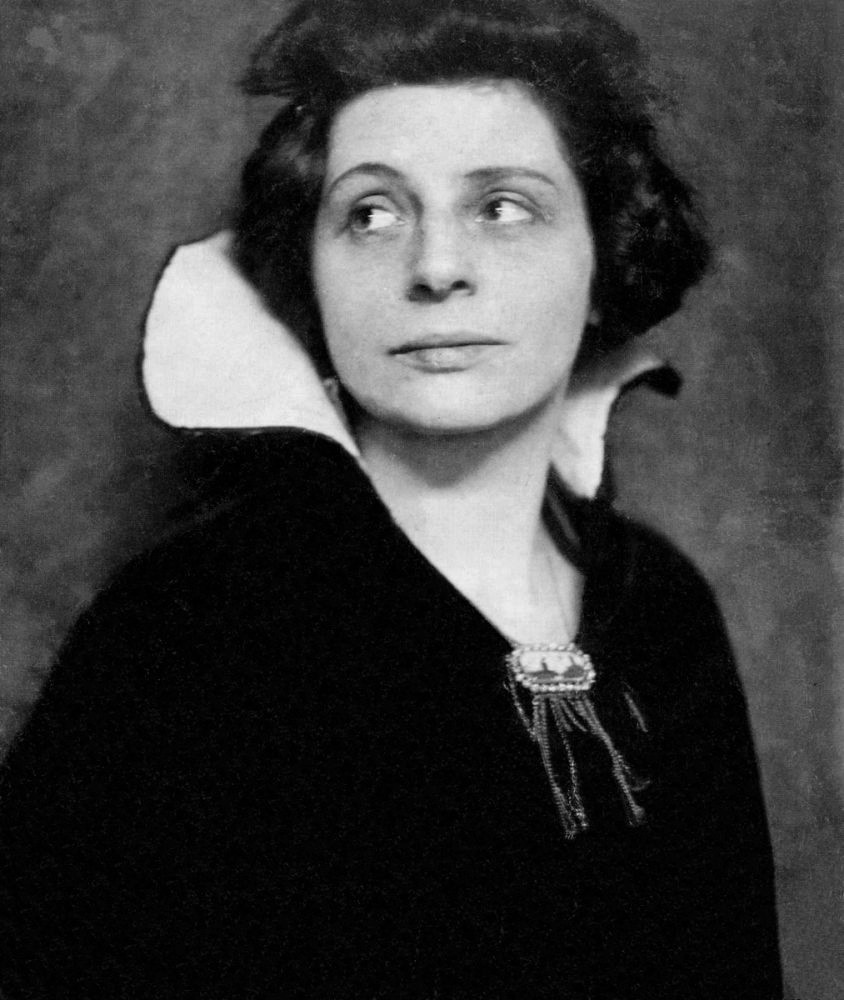
Lou Albert-Lasard

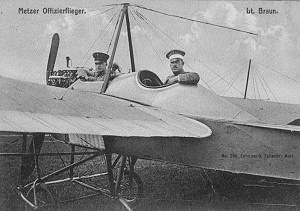
Lieutenant Karl Braun, Metz, 1913

- 16 janvier à Plombières-les-Bains (Vosges) : Marcel Deschaseaux, ingénieur et homme politique français décédé le 13 février 1977 à Plombières-les-Bains (Vosges).
- 1 février à Metz : Anna Kaiser (décédée en 1942) est une artiste peintre lorraine.
- 3 mars à Darney : André Barbier, mort le 7 avril 1962 dans sa ville natale, est un homme politique français.
- 17 mars à Metz :  Karl Braun (décédé en 1945), aviateur allemand de la Première Guerre mondiale. Breveté en 1912, Braun est l'un des pionniers de l'aviation militaire allemande[3].
- 7 avril à Dieulouard : Augustin Sesmat, mort le 12 décembre 1957[4], est un mathématicien et un logicien français[5]. Il a été professeur d'histoire et de critique des sciences à l'Institut catholique de Paris dans les années 1930. Il a probablement été la première personne à découvrir l'hexagone logique, résolvant ainsi un problème posé par Aristote.
- 9 avril à Villers-lès-Nancy : Pauline Gabrielle Barré de Saint-Venant, née Gaillard, morte le 23 mars 1945 à Ravensbrück, résistante française connue sous le pseudonyme de Marie-Odile Laroche, cheffe du réseau « Marie-Odile ».
- 18 avril à Uzemain : Christian Champy, mort le 29 avril 1962 à Paris, médecin et biologiste considéré comme un pionnier de l'histophysiologie et de l'endocrinologie sexuelle[6] . C'est aussi une figure politique de premier plan dans son département d'origine des années 1920 aux années 1940.
- 12 juillet à Verdun : Pierre de Saint-Mart, haut fonctionnaire français, mort le 16 septembre 1965 à Paris.
- 8 août en sport à Bar-le-Duc : Henri Royer, mort à Nice le 30 mai 1974)[7] architecte français qui a largement contribué à la reconstruction de la ville de Reims après la Première Guerre mondiale[8].
- 29 août à Nancy : Claude Esil, née Claire Marcelle Monet, morte le 28 août 1986 à Paris, écrivaine et historienne française.
- 31 août à Baccarat : Aristide Michel Colotte, mort le 2 septembre 1959 au sein de l'Hôtel-Dieu dans le 4e arrondissement de Paris[9], sculpteur sur verre français.
- 4 septembre à Saint-Dié : Eugène Camille Fitsch, mort en 1972 à Brewster (Massachusetts),  artiste peintre, décorateur de théâtre, aquafortiste, lithographe et enseignant américain d'origine française.
- 12 septembre à Metz : Hermann Schaefer (décédé en 1962), général allemand de la Seconde Guerre mondiale. Officier d'état-major de la 10e armée allemande de septembre 1939 à mai 1944, il fut nommé commandant de la Feldkommandantur 589 en août 1944.
- 23 septembre à Nancy : Louis Gabriel Xavier Jantzen, mort le 28 août 1953 à Montbeton, est un prêtre catholique français qui fut vicaire apostolique de Chongqing (à l'époque Tchongking) en Chine. C'est aujourd'hui l'archidiocèse de Chongqing.
- 3 octobre à Bulgnéville : Drian, de son vrai nom Adrien Désiré Étienne, illustrateur français.
- 28 octobre à Vittel : Germaine Bouloumié[10], morte le 23 septembre 1981 dans sa ville de naissance, cheffe d'entreprise française. Elle fut la présidente-directrice générale de la Société générale des eaux minérales de Vittel (SGEMV) durant vingt ans, de 1952 à 1972, et de ce fait l'une des rares dirigeantes d'une grande entreprise française durant la période des Trente Glorieuses.
- 10 novembre à Metz : Lou Albert-Lasard, décédée le 21 juillet 1969 à Paris), est une artiste peintre franco-allemande[11]. Entre 1914 et 1916, elle côtoya le poète autrichien Rainer Maria Rilke.
- 25 novembre à Brainville : Alfred Thinesse mort le 20 mai 1981 à Vandœuvre-lès-Nancy (Meurthe-et-Moselle), homme politique français. Il est maire d'Épinal entre 1945 et 1947.

## Décès
- à Metz : Auguste Hussenot, né le 5 décembre 1799 à Courcelles, dessinateur, peintre et décorateur.
- à Nancy : Jean Daum, né à Bischwiller en 1825, notaire à Bitche, fondateur de la verrerie Daum qui deviendra la célèbre cristallerie actuelle.
- 10 mai à Nancy[12] : Giorné Viard[13], né à Saint-Clément le 23 janvier 1823[14], sculpteur français.
- 21 juin à Pagny-sur-Moselle (Moselle) : Louis Rehm, homme politique français né le 23 mai 1814 à Mayence (autrefois Empire français).
- 17 octobre : Nicolas Joly, né le 11 juillet 1812 à Toul, zoologiste, botaniste et physiologiste français.